# Rainer Gassner
Rainer Gassner (* 31. Juli 1958) ist ein ehemaliger liechtensteinischer Rennrodler.

## Karriere
Gassner trat bei den Olympischen Winterspielen 1976 im Einsitzer-Rennen an, konnte jedoch das Rennen nicht beenden. Bei den Winterspielen 1980 ging er neben dem Einsitzer, wo er 13. wurde, auch im Doppelsitzer mit Wolfgang Schädler an den Start. Das Duo beendete das Rennen auf Rang 16.
Als Betreuer von Peter Beck reiste er 1988 zu den Olympischen Winterspielen im kanadischen Calgary.